# Lepanthes pubicaulis
Lepanthes pubicaulis är en orkidéart som beskrevs av Charles Schweinfurth. Lepanthes pubicaulis ingår i släktet Lepanthes och familjen orkidéer.
Artens utbredningsområde är Peru. Inga underarter finns listade i Catalogue of Life.